# ۶ (میلادی)
۶ (میلادی) ششمین سال تقویم میلادی است.

## درگذشتگان
‎